# شاکشتدت
شاکشتدت (به آلمانی: Schackstedt) یک منطقهٔ مسکونی در آلمان است که در آشرسلبن واقع شده‌است. شاکشتدت ۴۳۷ نفر جمعیت دارد.